# 佐藤充
佐藤 充（さとう みつる、1978年4月29日 - ）は、日本の元プロ野球選手（投手）。東京都西東京市出身。妻は、中部日本放送の社員で元アナウンサーの占部沙矢香。
現在は、中日ドラゴンズのスコアラーを務める。

## 来歴

### プロ入り前
10歳より埼玉県坂戸市に移り住む。埼玉県立坂戸西高等学校では、3年夏の県大会五回戦で敗退。高校卒業後は当時の監督の母校で指導者養成で定評のある首都大学連盟加盟の古豪日本体育大学に進む。1年秋からベンチ入り、2年秋のリーグ戦で完封初勝利。野球部ではアマチュア日本代表に選ばれた。1999年春の首都大学野球リーグベストナイン（投手）に選出され受賞。通算成績は38試合登板し18勝4敗、防御率1.41。大学卒業後は日本生命に入社。2002年の第29回社会人野球日本選手権大会では日本生命の優勝に貢献して最優秀選手を受賞した。翌2003年のプロ野球ドラフト会議で中日ドラゴンズから4巡目指名 を受けて入団。

### 中日時代
2004年は右肩や右肘の故障もあり、即戦力として期待されていたものの2試合の登板に終わった。
2年目の2005年は、2月12日から一軍キャンプに合流。だが、右肘の違和感を訴え、2月23日に二軍キャンプに戻った。その後、3月29日に右肘の遊離軟骨を除去する手術を受けた。9月19日の阪神タイガース戦（阪神甲子園球場）でプロ初先発し、5回2失点でプロ初勝利を挙げた。
2006年は5月3日の横浜ベイスターズ戦（ナゴヤドーム）でシーズン初先発。5回0/3を2失点に抑えたが、勝利投手とはなれなかった。5月18日のオリックス・バファローズ戦（ナゴヤドーム）でシーズン初勝利、5月25日の西武ライオンズ戦（ナゴヤドーム）でプロ初完投・初完封勝利を挙げた。セ・パ交流戦では最多の5勝を挙げ、防御率0.91で投手タイトル二冠王に輝き、日本生命賞をソフトバンクの松中信彦と共に受賞した。球団タイ記録となる5試合連続完投勝利を記録（うち2回が完封）、6月の月間MVPも受賞。連勝は8まで伸ばし、前半戦は防御率1点台と圧倒的な数字を残し投手陣の柱として活躍した。
しかし、8月4日の東京ヤクルトスワローズ戦（明治神宮野球場）で連勝が止まると、これ以降5点台の防御率で1勝しか上積みできず、最後は3連敗で二桁勝利に届かないままシーズンを終えた。それでも交流戦での活躍が高く評価され、オフには年俸3400万円（2300万円増）で契約を更改した。
2007年は4月24日に一軍登録された。4月28日の横浜戦（横浜スタジアム）でシーズン初先発したものの、5回途中2失点で降板し敗戦投手となり、翌日に二軍落ちした。同年はこの1試合の登板に終わり、オフの契約更改では減額制限（25%）超えの年俸2500万円でサインした。また、同年オフに中部日本放送（CBC）アナウンサーの占部沙矢香と結婚した。
2008年は、8月7日のヤクルト戦（坊っちゃんスタジアム）で2年ぶりに勝利投手となった。
2009年と2010年は一軍登板なしに終わり、11月1日に球団から戦力外通告を受け、12月2日に自由契約公示された。右肘の故障が完治していないことから12球団合同トライアウトの参加を見送り、日本生命のグラウンドで練習しながら入団テストの受験に備えた。

### 楽天時代
2011年の春季キャンプで東北楽天ゴールデンイーグルスの入団テストを受け2月16日に育成選手として契約したが支配下選手登録されることなく、10月9日に二度目の戦力外通告を受け、11月7日に自由契約公示された。同年限りで現役を引退した。

### 引退後
2012年からは古巣中日のスカウトとしてフロント入りし、柳裕也、小笠原慎之介などを担当した。2020年にスコアラーに異動となった。

## 選手としての特徴
入団後に右ひじを手術してひじに負担をかけないフォームを作る必要性を痛感、二軍の本拠地・ナゴヤ球場の動作解析室で川上憲伸らのフォームのビデオを徹底的に研究し、現在のひじを一度高く上げるフォームにたどり着いた。
持ち球はフォークとスライダー、投球比率は低いもののカーブやシュートも投げる。ランナーを出してからの粘り強い投球が特徴で、特にセットに入ってからの投球は安定感がある。また細身だがスタミナも抜群であり、典型的な先発完投型の投手といえる。

## 人物
愛称は、タレントのKABA.ちゃんに似ていることから「カバちゃん」。2006年6月21日には中日スポーツの一面（記事）で本物のKABA.ちゃんからのコメントが掲載され、「私も（佐藤が自分に）似ていると思っていた」と本人直々に似ていることを認められ、「一度会ってお話がしたい。今後の健闘を祈ります」とエールを贈られた。

## 詳細情報

### 年度別投手成績
| 年 度     | 球 団     | 登 板 | 先 発 | 完 投 | 完 封 | 無 四 球 | 勝 利 | 敗 戦 | セ 丨 ブ | ホ 丨 ル ド | 勝 率 | 打 者 | 投 球 回 | 被 安 打 | 被 本 塁 打 | 与 四 球 | 敬 遠 | 与 死 球 | 奪 三 振 | 暴 投 | ボ 丨 ク | 失 点 | 自 責 点 | 防 御 率 | W H I P |
| --------- | --------- | ----- | ----- | ----- | ----- | -------- | ----- | ----- | -------- | ----------- | ----- | ----- | -------- | -------- | ----------- | -------- | ----- | -------- | -------- | ----- | -------- | ----- | -------- | -------- | ------- |
| 2004      | 中日      | 2     | 0     | 0     | 0     | 0        | 0     | 0     | 0        | --          | ----  | 14    | 4.0      | 2        | 2           | 0        | 0     | 0        | 6        | 0     | 0        | 2     | 2        | 4.50     | 0.50    |
| 2005      | 中日      | 3     | 3     | 0     | 0     | 0        | 1     | 1     | 0        | 0           | .500  | 71    | 16.0     | 17       | 2           | 6        | 1     | 0        | 11       | 1     | 0        | 10    | 10       | 5.63     | 1.44    |
| 2006      | 中日      | 19    | 19    | 6     | 2     | 1        | 9     | 4     | 0        | 0           | .692  | 529   | 129.0    | 134      | 9           | 24       | 2     | 4        | 83       | 1     | 0        | 42    | 38       | 2.65     | 1.22    |
| 2007      | 中日      | 1     | 1     | 0     | 0     | 0        | 0     | 1     | 0        | 0           | .000  | 19    | 4.1      | 6        | 1           | 2        | 0     | 0        | 1        | 1     | 0        | 2     | 2        | 4.15     | 1.85    |
| 2008      | 中日      | 8     | 7     | 0     | 0     | 0        | 1     | 4     | 0        | 0           | .200  | 169   | 40.2     | 47       | 4           | 7        | 0     | 0        | 23       | 1     | 0        | 20    | 20       | 4.43     | 1.33    |
| 通算：5年 | 通算：5年 | 33    | 30    | 6     | 2     | 1        | 11    | 10    | 0        | 0           | .524  | 802   | 194.0    | 206      | 18          | 39       | 3     | 4        | 124      | 4     | 0        | 76    | 72       | 3.34     | 1.26    |

### 表彰
- 月間MVP：1回（2006年6月）
- セ・パ交流戦 日本生命賞：1回（2006年）

### 記録
- 初登板：2004年5月3日、対ヤクルトスワローズ2回戦（明治神宮野球場）、7回裏に救援登板・完了
- 初奪三振：同上、7回裏に野口祥順から
- 初先発・初勝利：2005年9月19日、対阪神タイガース20回戦（阪神甲子園球場）、5回2失点[7][30]
- 初完投勝利・初完封勝利：2006年5月25日、対西武ライオンズ3回戦（ナゴヤドーム）、9回9安打無失点8奪三振[11][31]
- 初安打：2005年9月19日、対阪神タイガース20回戦（阪神甲子園球場）、5回表に江草仁貴から中前安打
- 初打点：2006年6月28日、対東京ヤクルトスワローズ6回戦（明治神宮野球場）、4回表に坂元弥太郎から投手前スクイズ

### 背番号
- 16 （2004年 - 2009年）
- 70 （2010年）
- 126 （2011年）